# Kostel svatého Petra a Pavla (Podbořany)
Děkanský kostel svatého Petra a Pavla v Podbořanech v okrese Louny je pozdně barokní sakrální stavba, která se nachází východně od centra města na malém návrší. Kostel je chráněn jako kulturní památka České republiky.

## Historie
Původní gotický kostel zde stál již v 15. století. Tento původní kostel vyhořel v roce 1599 spolu s městem. Současný barokní kostel byl postaven v roce 1781.

## Architektura
Jde o jednolodní stavbu zakončená trojbokým presbytářem se sakristií na severní straně. V průčelí kostela, na jeho západní straně, je vyzdvižena hranolovitá věž, pod kterou vede hlavní vchod. Nároží lodi je zkoseno. Nároží věže jsou vyžlabena. Fasáda kostelní lodi je členěna pilastry, presbytáře a sakristie jsou členěny lizénovými rámci.
Presbytář i sakristie jsou zaklenuty valenou klenbou. Triumfální oblouk je půlkruhový. Loď je sklenuta valeně s výsečemi na pásech, které vybíhají z polopilířů členěných pilastry. Ve vrcholu klenby je štukové zrcadlo. Kruchta je zděná s obloukově vypnutým středem. Je podpírána dvěma masívními toskánskými sloupy, avšak nepodklenuta. V podvěží se nachází valená klenba.

## Zařízení kostela
Zařízení interiéru kostela pochází z druhé poloviny 18. století. Je značně rustikální, bez klasicistních zásahů, s plochou rokajovou ornamentikou. Hlavní oltář má nástěnnou portálovou architekturu s obrazem pocházejícím ze 20. století a sochy dvou světců. Dva boční oltáře jsou tabulové, sochařské, a jsou zasvěceny sv. Janu Nepomuckému a sv. Janu Křtitelovi (při triumfálním oblouku v lodi). Na oltáři sv. Jana Nepomuckého se kolem niky se sochou nacházejí akantové řezby se stuhou. Dva boční oltáře v lodi kostela jsou portálové se sochami světců. Na oltáři Panny Marie se nachází obraz z 20. století a na oltáři Nejsvětějšího Srdce Páně novodobá socha. Řečniště kazatelny je vyzdobeno malovanými výplněmi. V presbytáři se nacházejí barokní sochy sv. Josefa a sv. Floriána, v lodi kostela sochy sv. Jana Nepomuckého a sv. Dominika, a dále Panny Marie pod křížem a krucifix. Barokní kamenná křtitelnice je původní.

## Fara
U kostela se nachází pozdně barokní fara z roku 1788. Je to jednoduchá obdélná jednopatrová stavba. Fasády fary jsou členěny lizénový rámci. Místnosti v přízemí mají valenou klenbu s výsečemi a se stýkajícími se výsečemi. U kostela stojí sloup Nejsvětější Trojice z období kolem roku 1700, který byl obnoven v roce 1868.